# Królowie śródmieścia
Królowie śródmieścia – polski serial telewizyjny z 2006 roku w reżyserii Anny Jadowskiej, Macieja Migasa i Bartosza Konopki. Zdjęcia kręcono w Warszawie od kwietnia do grudnia 2006 roku.

## O serialu
Królowie śródmieścia jest produkcją stawiającą nacisk na realizm i przedstawienie codziennych problemów życia w biegu w dużym mieście, jakim jest Warszawa. Dotyczy to wszystkiego, z czym stykają się bohaterowie – z pracą (lub bezrobociem), z miłością, muzyką, sztuką, drobnymi przewinieniami i poszukiwaniem własnego miejsca w życiu. Wszystkie postacie są ze sobą w jakiś sposób powiązane – więzy rodzinne, koleżeńskie lub przy okazji zbiegów okoliczności w toku akcji. Duża część zdjęć robiona jest z tzw. „ręki”.
Jednymi z głównych bohaterów serialu są kurierzy rowerowi. Serial ma na celu pokazanie problemów z jakimi borykają się młodzi ludzie w dzisiejszych czasach. Kolejne odcinki pokazują dokładnie 13 dni z życia warszawskich kurierów – oraz ich znajomych, rodzin, przyjaciół i wrogów, którzy swą siedzibę mają w rozpadającym się budynku z charakterystycznymi graffiti; w rzeczywistości jest to pomieszczenie Straży Miejskiej przy Dworcu Wschodnim w Warszawie. W serialu Jan Wieczorkowski gra absolwenta szkoły aktorskiej, który po skończeniu wydziału aktorskiego nie może znaleźć pracy w owym zawodzie. Michał Koterski gra luzaka, który wiecznie spóźnia się i nie przejmuje się ludzkim losem, do czasu gdy znajduje odwzajemnioną miłość. W serialu pojawią się także rozwoziciel z wietnamskiego baru, zdolny choć niespełniony malarz, były kryminalista oraz właściciel Supernovej. Pojawia się także wątek sensacyjno-kryminalny.

## Obsada
- Olga Frycz − Luiza
- Jan Wieczorkowski − Paweł, absolwent szkoły aktorskiej
- Michał Koterski − Słoniu, luzak
- Ewa Szykulska − Marta Kramer, matka Luizy
- Jacek Różański − Henryk, ojciec Artura i Roberta
- Paweł Królikowski − menadżer
- Antoni Pawlicki − Artur
- Zuzanna Grabowska − Anka
- Trinh Hoai Nam − Hoa
- Ngô Văn Tưởng − Thing
- Łukasz Simlat − Marcin
- Adrianna Jaroszewicz − Ela
- Mirosław Haniszewski − „Speedy”
- Marcin Sztabiński − „Colargol”
- Michał Żurawski − architekt Dominik
- Grzegorz Stosz − gazeciarz
- Dominik Bąk − policjant
- Mariusz Ostrowski − Buks
- Sylwia Juszczak − Gabrysia, żona Marcina